# Gino Meacci
Gino Meacci (Monterotondo, 12 maggio 1901 – 2 gennaio 1966) è stato un politico italiano, eletto nella I legislatura della Repubblica al Senato con il Partito Comunista Italiano.